# 热熔胶枪

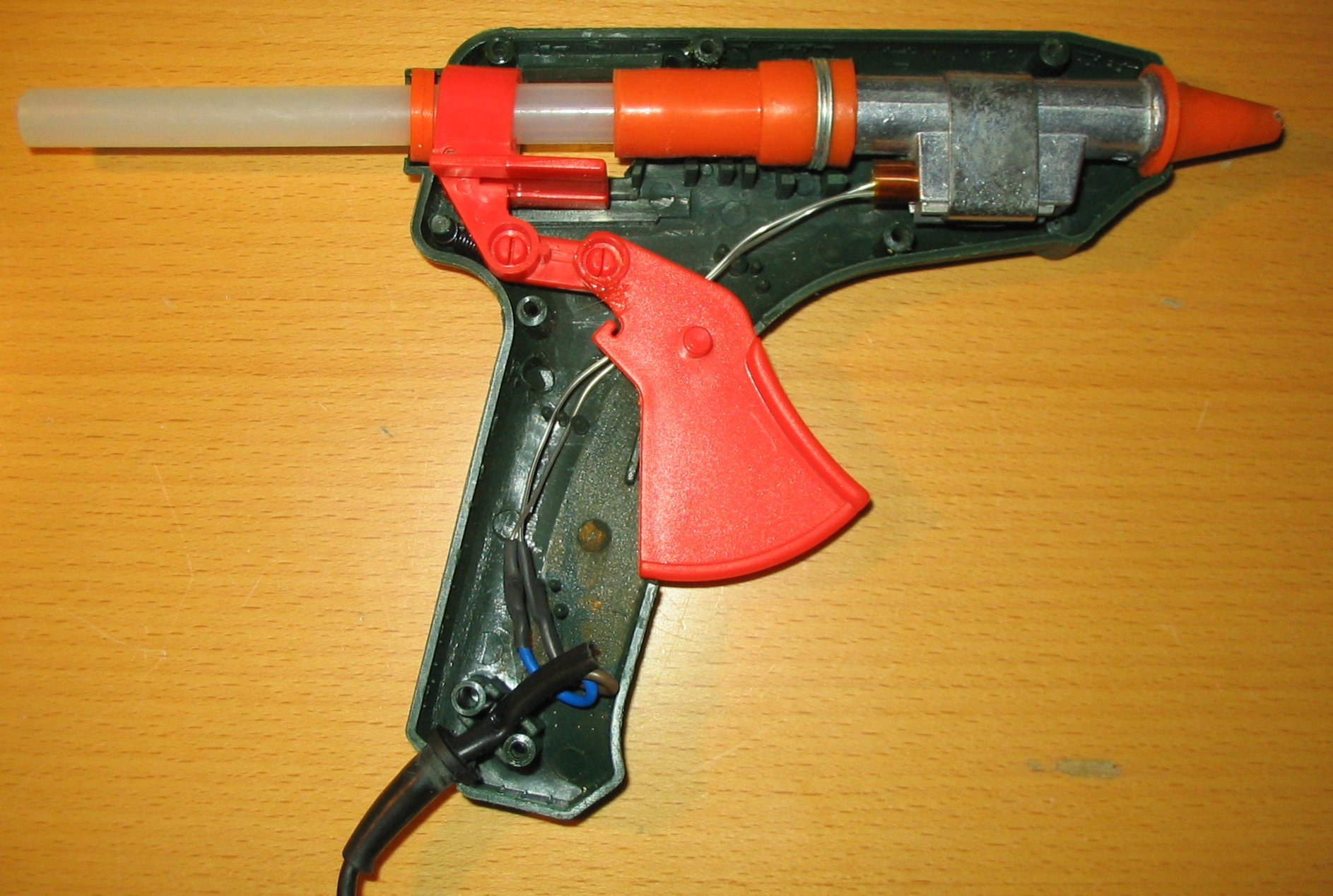
热熔胶枪的内部结构

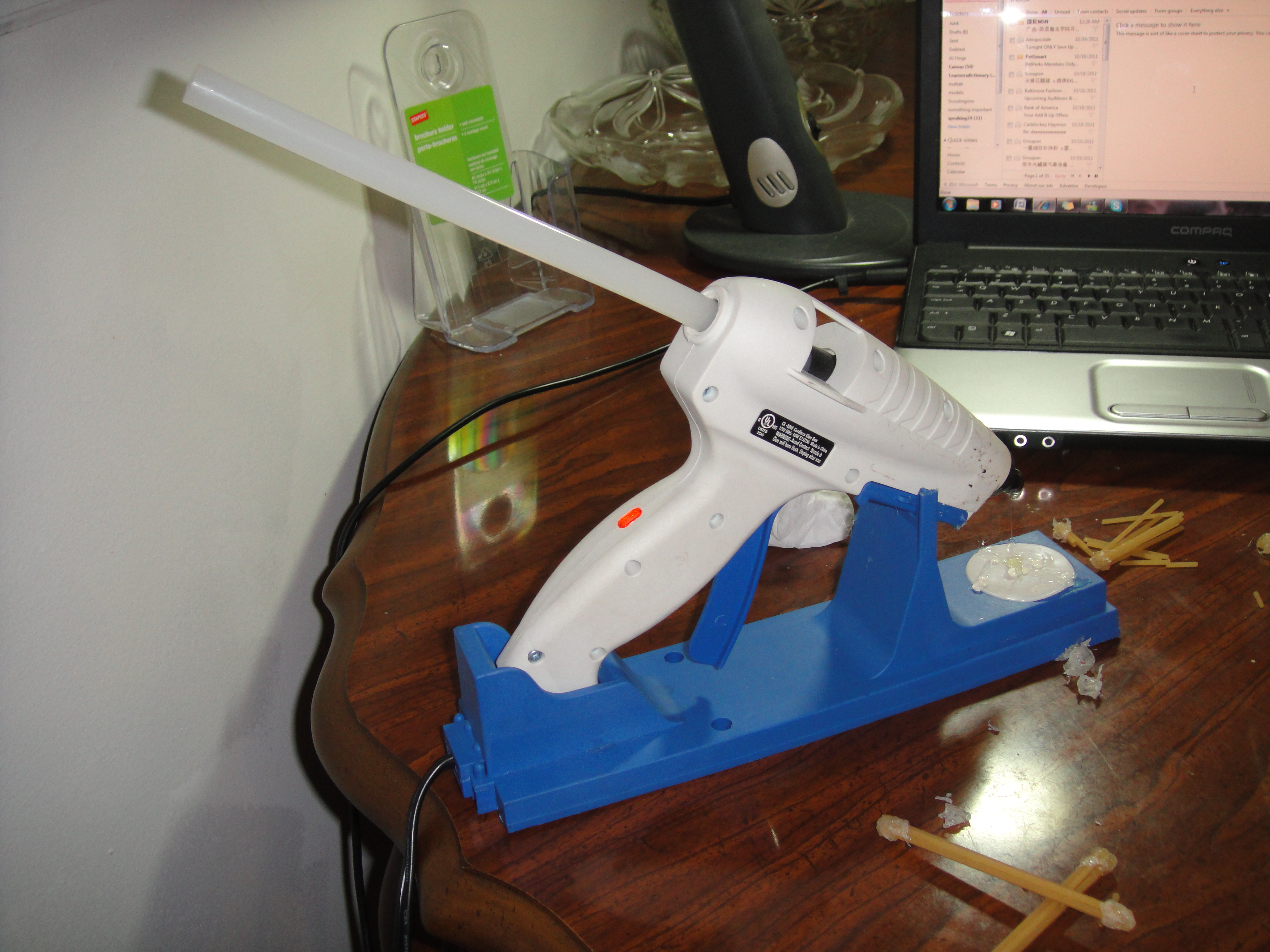
热熔胶枪的预热

热熔胶枪是一种处理热熔胶的工具。1949年威廉迈尔斯（William R. Meyers）和阿尔伯特特嫩特（Albert S. Tennent）、1965年汉斯保尔森（Hans C. Paulsen） 以及1971年乔治舒尔茨（George Schultz）都注册过相关专利。工业用的热熔胶枪是1973年美国3M公司出品的“Polygun”，直到2006年才停售。 德国经典的热熔胶枪是位于不来梅的布嫩公司（Bühnen GmbH&co. KG）在1975年和1976年引入市场的。

## 功能
| 使用7毫米胶棒的热熔胶枪 | 1. 粘合剂喷嘴 2. 加热器 3. 输送机构 4. 热熔胶棒 5. 支持架 6. 扳机/输送杆 7. 电线 |

## 应用
可以用于粘接木头、塑料、金属等各种材料。